# مدرسه ابن سینا

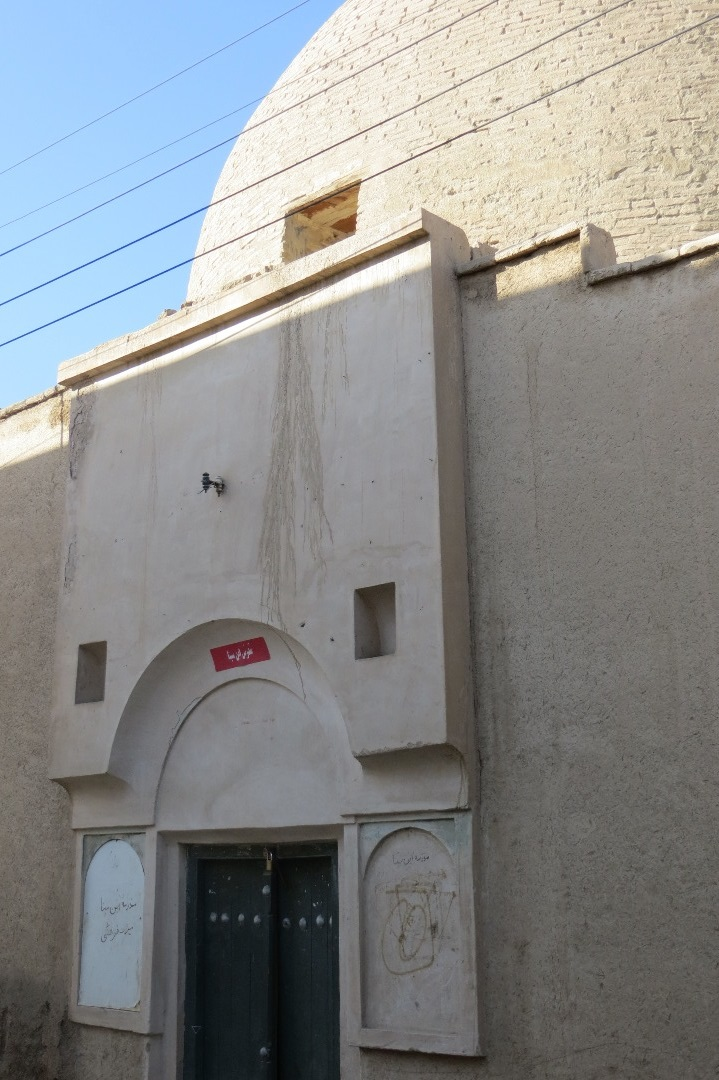
مدرسه ابن سینا

مدرسه ابن سینا مربوط به دوره آل بویه است و در اصفهان، خیابان ابن سینا، کوچه پا گلدسته، بالاتر از مدرسه شفیعیه واقع شده و این اثر در تاریخ ۲۴ اسفند ۱۳۸۳ با شمارهٔ ثبت ۱۱۵۵۵ به‌عنوان یکی از آثار ملی ایران به ثبت رسیده است.
در این مدرسه ابن سینا هر روز صبح بعــد از اذان صبح در آن تدریس می كرده است و به جز بوعلی، اســتادان دیگری چون ابوعبید جوزجانی نیز در ایــن مــدرس درس مــی گفته انــد.

## محل دفن ابن سینا
کوچه‌ای که این مدرسه در آن واقع شده به «کوی گنبد» یا «تحت گنبد» معروف است. عزالدین بن اثیر در کتاب الکامل فی التاریخ معتقد است ابن‌سینا در شهر اصفهان از دنیا رفت. دو نقطه از شهر به‌عنوان مقبره ابن‌سینا ذکر شده است. اولین مکان همین مدرسه است. جلال‌الدین همایی می‌نویسد: «نگارنده و سایر اهالی اصفهان به خاطر داریم قبری در وسط بقعه زیر گنبد بود که عامه آن را مرقد ابوعلی سینا می‌گفتند و معلوم نشد که دست کدام غاصب تبهکار اثر قبر را محو کرد». ظاهرا یکی از اهالی محل سنگ مزار منتسب به ابن‌سینا را به خانه‌اش می‌برد و این گنبدخانه را برای مدتی تبدیل به زور خانه می‌کند. مصلح‌الدین مهدوی درسال ۱۳۷۱ خورشیدی با یکی از اهالی محله کوی گنبدصحبت کرده و او که مرد سالخورده‌ای بوده چنین ادعا کرده است: «محل قبر این‌سینا یقینا در این بقعه بود و سنگ قبر مشارالیه تا این اواخر وجود داشته و شخصی به نام «زمان نجار» که خانه او در جنب این بقعه بوده سنگ را کنده و به منزل خود برده و چندین سال آن را در جایی پنهان کرده و سپس بیرون آورده و دیگر نمی‌دانم چه کرده است!»

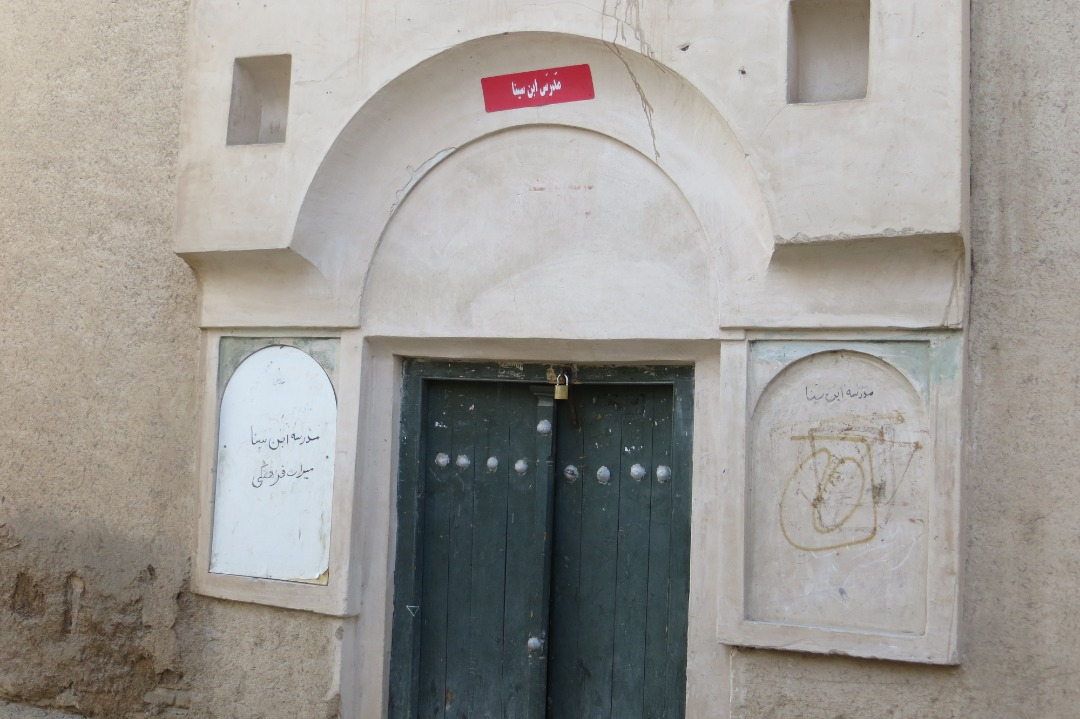
مدرسه ابن سینا